# Socjaldemokratyczna Partia Chorwacji i Slawonii
Socjaldemokratyczna Partia Chorwacji i Slawonii (serb.-chorw. Socijaldemokratska stranka Hrvatske i Slavonije) – partia polityczna w Austro-Węgrzech. Istniała w latach 1894–1921.
Została założona w 1894 roku. Na terenie Slawonii i Sremu przewodziła ruchowi agrarno-socjalistycznemu. Opowiadała się za zjednoczeniem Słowian południowych początkowo w granicach Austro-Węgier. Należała do Koalicji Chorwacko-Serbskiej. Jej członkowie w 1918 roku uczestniczyli w Radzie Narodowej Słoweńców, Chorwatów i Serbów. Rozpadła się na początku lat 20. w wyniku rozłamu pomiędzy komunistami a socjaldemokratami, którzy pod przywództwem Vitomira Koracia współtworzyli Socjalistyczną Partię Jugosławii.